# Горбик В'ячеслав Олександрович
В'ячеслав Олександрович Горбик (31 липня 1936, Мурманськ — 6 вересня 2016, Київ)  — український історик, дослідник загальної історії, історії України XX століття, історичного краєзнавства, доктор історичних наук, професор (з 1992 року), Заслужений працівник культури України (з 1993 року).

## Біографія[1]
Народився 31 липня 1936 року у місті Мурманську. З медаллю закінчив середню школу в м. Гола Пристань (Херсонська обл.). 1959 року закінчив історико-філософський факультет Київського державного університету. У 1959–1961 роках — старший лаборант, у 1961–1964 роках — аспірант, з 1964 року — молодший науковий співробітник, учений секретар інституту, старший науковий співробітник, з 1983 року — завідувач відділу історико-краєзнавчих досліджень Інституту історії України НАН України. Із 2006 р. очолював створений на основі відділу центр «Зводу пам’яток історії та культури України».
У 1965 році, під керівництвом доктора історичних наук І. М. Мельникової, захистив кандидатську дисертацію на тему: «Політика консерваторів щодо робітничого класу Англії (1959–1964)», у 1982 році — докторську дисертацію на тему: «Основні напрямки еволюції буржуазних партій Великої Британії (1945–1979 рр.)».
Займав посади депутата Київської міської ради, входив до складу правління Українського товариства охорони пам’яток історії та культури, Національної спілки краєзнавців України, редколеґії журналу «Краєзнавство».
Нагороджений грамотами Президії НАН України, Верховної Ради України, званням «Заслуженого працівника культури України», нагрудним знаком МОН України «Відмінник освіти».

## Наукова діяльність
Розробляв проблеми історичного краєзнавства, в тому числі пам'яткознавства. Як заступник голови Головної редколегії 28-томного енциклопедичного видання «Зводу пам'яток історії і культури України» координував роботу місцевих редколегій і численного авторського колективу. Автор близько 300 наукових праць. Серед них:
- Пам'ятки історії та культури України. Каталог-довідник. Зошит 1. — Київ, 2005 (у співавторстві).
- Видатні діячі науки і культури Києва в історико-краєзнавчому русі України: Біографічний довідник: У 2 частинах — Київ, 2005 (відповідальний редактор, у співавторстві).
- Київ: Енциклопедичне видання. — Книга 1, Частина 1. — Київ, 1999; Книга 1, Частина 2. — Київ, 2005 (упорядник, у співавторстві).
- Воєнна історія України в пам'ятках. — Київ, 2003 (у співавторстві).
- Київ: Енциклопедичне видання. — Київ, 2001 (у співавторстві).
- Актуальні питання виявлення і дослідження пам'яток історії та культури. — Київ, 1999 (відповідальний редактор, у співавторстві).
- Історико-культурна спадщина України: Проблеми дослідження та збереження. — Київ, 1998 (відповідальний редактор, у співавторстві).
- До питання про історичне районування України // УІЖ. — 1995. — № 1, 2 (у співавторстві).
- Пам'ятники України: проблеми збереження і дослідження. — Київ, 1994 (у співавторстві).
- Історичне краєзнавство в УРСР. — Київ, 1988 (у співавторстві).
- Культура і наука Чернігівщини дожовтневого і радянського часу в пам'ятках. Матеріали до «Зводу пам'яток історії та культури народів СРСР по Українській РСР». Чернігівська область. — Київ, 1986 (у співавторстві).
- Британія: Суперечності і проблеми. — Київ, 1980.
- Консервативна та ліберальна партія в політичній системі післявоєнної Англії. — Київ, 1977.
- Антиробітнича політика консерваторів та становище трудящих в післявоєнній Англії. — Київ, 1974.
- Політичні тупики торі. — Київ, 1973.
- Смог над Альбіоном: Проблеми зовнішньої та внутрішньої політики сучасної Англії. — Київ, 1969.
- Правлячий клас і робітничий рух в Англії (1959–1964). — Київ, 1968.